# Тихомиров, Василий Дмитриевич
Васи́лий Дми́триевич Тихоми́ров (настоящая фамилия Михайлов; 17(29).03.1876, Москва — 20.06.1956, Москва) — русский и советский артист балета и балетмейстер, народный артист РСФСР (1934)

## Биография
Василий Тихомиров родился в 1876 году в Москве, в семье мастерового.
Учился в Московском театральном училище в классе у И. А. Ермолова с 1885 по 1891 годы, вскоре, благодаря блестящим способностям, в 1891 году был переведён в столичное Императорское театральное училище, где уровень преподавания на тот момент был выше, которое окончил в 1893 году (педагоги П. А. Гердт, П. К. Карсавин, А. В. Ширяев) и вскоре вернулся в Москву, хотя и был уже зачислен в балетную труппу Мариинского театра.

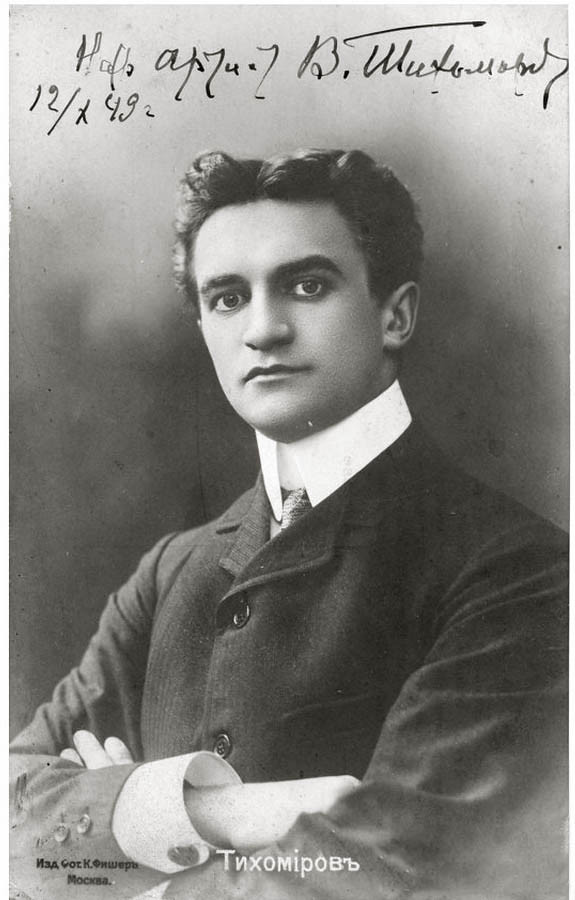
Тихомиров В. Д., 1899 г.

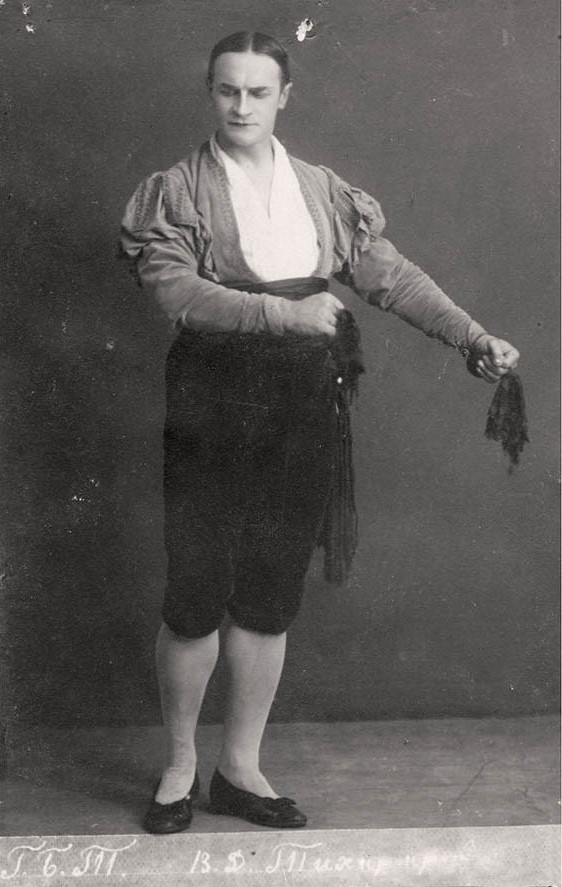
Тихомиров В. Д. в образе тореадора.

Могила Тихомирова на Новодевичьем кладбище Москвы.

4 сентября 1893 года состоялся его дебют на сцене Большого театра в балетном спектакле «Роберт и Бертрам», и Василий Дмитриевич получил статус премьера балетной труппы, в которой с 1893 по 1935 годы танцевал ведущие партии в балетах «Корсар» Адольфа Адана, «Лебединое озеро» П. И. Чайковского, «Раймонда» А. К. Глазунова. Исполнение этих партий отличалось выразительностью, пластичностью и мужественностью. Был учителем, постоянным партнёром и супругом Е. В. Гельцер, после развода артисты остались партнёрами по сцене.
С 1900 по 1935 годы был балетмейстером-репетитором Большого театра. В 1908 году он стал помощником режиссёра балетной труппы, а через год режиссёром ведущим спектакли. В 1925—1930 годы состоял в должности заведующего балетной труппой Большого театра.
Тихомиров был продолжателем сложившихся традиций классического балета, ощущая себя наследником академического балета, он категорически не принимал никаких новшеств, способных исказить облик классического танца. «Он возвратил зрителю все достоинства мужского классического танца. Мужественность в сочетании с пластичностью и грациозностью — вот те черты, которые помогли Василию Тихомирову стать выдающимся танцовщиком». «Он танцует легко, красиво, уверенно, чисто, исполняет самые быстрые туры безо всякого усилия», «Этот танцовщик так лёгок, пластичен и грациозен, что, безусловно, может считаться образцом классической школы».
Александр Горский ориентировался на реформаторские постановки, и когда Тихомиров занял в Большом театре должность режиссёра, разногласия балетмейстеров вылились в конфликт. В 1911 году «Петербургский листок» писал: «Московские балетмейстеры Горский и Тихомиров рассорились друг с другом, и ссора эта оказала влияние на происходившие репетиции, которые временно прерваны».
Впоследствии Тихомиров совсем не принимал новаторских реформ в балете своего же ученика К. Голейзовского.
По сути постановки Горского были той же классикой с драматургией балета и массовыми сценами. В 1913 году Тихомиров отметил двадцатилетие своей творческой деятельности и союз с Горским. После смерти Горского, в 1924 году, Тихомиров возглавил московскую балетную труппу театра, на сцене которого шли спектакли в постановке Горского к наследию которого Тихомиров проявил уважение и не стал переделывать спектакли.
В 1927 году совместно с Л. А. Лащилиным поставил балет Р. М. Глиэра «Красный мак» в стиле нового реализма.
Василий Тихомиров возобновил балеты «Спящая красавица» П. И. Чайковского (1924), «Сильфида» (1925), «Эсмеральда» (1926), в небольшой своей редакции.
Похоронен в Москве на Новодевичьем кладбище. Скульптор памятника Е. Янсон-Манизер. Архитектор К. Чернопятов.
Первая жена — балерина Екатерина Васильевна Гельцер.
Вторая жена — Лидия Владимировна Абрикосова-Тихомирова (Врочинская) (1896—1980).

## Партии в спектаклях
Первый исполнитель партий в балетах А. А. Горского: Базиль («Дон Кихот», 1900), Франц («Коппелия», 1905), Жан де Бриен («Раймонда», 1908), Авас («Саламбо», 1910), Конрад («Корсар», 1912).
Другие партии: Маттео («Наяда и рыбак»), Голубая птица, Дезире («Спящая красавица»), Альберт («Жизель»), Зигфрид («Лебединое озеро»), Солор («Баядерка»), роли в балетах «Роберт и Бертрам», «Конёк-горбунок», Марио («Волшебный башмачок»), Таор («Дочь фараона»), Пьер («Привал кавалерии»), Арлекин («Арлекинада»), Королевич («Аленький цветок»), Феб («Эсмеральда»), Капитан («Красный мак»), Колен («Тщетная предосторожность»).

## Постановки балетмейстера
- 1923 — 3-й акт «Баядерки» («Тени»)
- 1924 — «Спящая красавица»
- 1925 — 2-й акт балета «Сильфида»
- 1926 — «Эсмеральда» (музыка дополнена и заново инструментована Р. М. Глиэром).
- 1927 — совместно с Л. А. Лащилиным «Красный мак» (исполнил партию Капитана).

## Педагог
С 1896 по 1935 год преподавал в Московском хореографическом училище при Большом театре, в 1917—1931 гг. руководитель балетного отделения. В педагогической деятельности он придерживался тех же тенденций классического танца, не допуская к свои подопечным новой балетной пластики и иных новаторских тенденций. В результате его ученики безупречно владели классической техникой, но плохо ориентировались в «новом» балете. Среди учеников: К. Я. Голейзовский, А. И. Абрамова, Е. М. Адамович, А. Е. Волинин, Л. А. Жуков, Е. М. Ильющенко, М. П. Кандаурова, В. В. Кригер, М. М. Мордкин, Л. Л. Новиков (эмигрировав после революции за рубеж, продолжил традиции русской академической школы балета), Н. Б. Подгорецкая, М. Р. Рейзен, В. В. Свобода, Ф. Козлов (эмигрировав после революции в Америку, создал свою школу, оказав значительное влияние на развитие американского балета), А. Балашова, М. Фроман, С. Мессерер.

## Фильмография
- 1913 — «Ноктюрн Шопена»
- 1913 — «Музыкальный момент»
- 1925 — «Коллежский регистратор» — денщик

## Адреса
Василий Тихомиров жил в Москве, в доме артистов Большого театра по адресу Брюсов переулок № 7, стр. 1 (или в «кооперативном доме артистов» № 12?[уточнить])

### В мемуарной литературе
Холфина С.С. Вспоминая мастеров московского балета… — М.: «Искусство», 1990. — С. 42—91. — 377 с. — (Театральные мемуары). — 30 000 экз. — ISBN 5-210-00372-8.